# شمسان (كحلان عفار)

تعديل مصدري - تعديل

شمسان هي إحدى قرى عزلة الدقيمي بمديرية كحلان عفار التابعة لمحافظة حجة، بلغ تعداد سكانها 48 نسمة حسب تعداد اليمن لعام 2004.